# 正福寺 (笠間市)
正福寺（しょうふくじ）は、茨城県笠間市笠間の佐白山にある普門宗（真言宗系単立）の寺院。山号は佐白山（さしろさん）。本尊は千手千眼十一面観世音菩薩で、坂東三十三観音の23番札所である。
本尊真言：おん ばざら たらま きりく そわか
ご詠歌：夢の世にねむりもさむる佐白山 たえなる法やひびく松風

## 歴史
651年（白雉2年）に猟師の粒浦氏によって創建されたと伝えられていたが、狩人が佐白山中で千手観音を感得し、観音像を彫刻したことが寺の始まりであるという。狩人の名前も歴代の住職の名前も不明で、それらを探る資料は現存しない。開山当初は三白山と号した。
江戸時代、笠間城内の千人だまりという場所には既に正福寺の建物が存在したのが確認出来る。しかし、明治3年の神仏分離による廃仏毀釈、明治5年の修験宗廃止令により、修験を志す僧侶が守っていたとされる正福寺は、茨城県内の修験で栄えた寺院と共に衰退を余儀なくされ、焼失させられたと考えられる。また、同時期に実施された廃藩置県の影響で、笠間城主の御用達祈願所となっていた正福寺は庇護を失い、本尊は笠間城にあった八幡櫓などと共に民間に売られてしまう。ご本尊以外の仏像は、旧笠間城の届出所（市役所の役割をする部署）と共に、江戸時代、佐白山頂から現在の佐白公園内にあった寺院に、ご朱印をお授けする仕事と共に移され、難をのがれたと考えられる。その後、ご朱印の担当寺院と、最後にご本尊を手に入れた檀家総代の石井家協力の元、大規模な正福寺再建の為の勧進が執り行われ、1930年（昭和5年）4月15日、現在地に新たなお堂が建立され、ご朱印の担当寺院からも、ご本尊以外の諸仏が移転となった。勧進を行った寺院の住職は新たに出来たお堂を、佐白山頂にあった観音堂という意味合いで「佐白観音堂」と称して寺院の飛び地境内地として土地を登記したが、後に観音堂の堂守りであった天津忠興氏の長年の功績が認められ、佐白観音堂を寺院として独立させようという機運が高まった。1983年（昭和58年）、独立に伴い、堂守りであった新住職が寺号を観世音寺に変更、曹洞宗からも独立し、曹洞宗系の単立寺院となる。2012年（平成24年）には、次期住職によって、本来の寺号であった正福寺に改称され現在に至る。

## 文化財
- 茨城県指定文化財
  - 木造佐白観音（千手観音）坐像

## 交通
自動車
- 北関東自動車道友部ICより約10分（約6㎞）、笠間西ICより約15分（10km）
- 常磐自動車道水戸ICより約20分（約14km）、岩間ICより約25分（約17㎞）

鉄道
- 水戸線（JR東日本）笠間駅より徒歩約25分 （駅前観光案内所にレンタサイクル有り）
- JR東日本（常磐線・水戸線）友部駅より、かさま観光周遊バス（月曜運休）「日動美術館」下車、徒歩約5分

## 前後の札所
坂東三十三観音
22 佐竹寺　--　23 正福寺　--　24 楽法寺